# Lake Brownwood
Lake Brownwood es un lugar designado por el censo ubicado en el condado de Brown en el estado estadounidense de Texas. En el Censo de 2010 tenía una población de 1.532 habitantes y una densidad poblacional de 87,68 personas por km².

## Geografía
Lake Brownwood se encuentra ubicado en las coordenadas 31°49′4″N 99°6′9″O / 31.81778, -99.10250. Según la Oficina del Censo de los Estados Unidos, Lake Brownwood tiene una superficie total de 17.47 km², de la cual 14.72 km² corresponden a tierra firme y (15.77%) 2.76 km² es agua.

## Demografía
Según el censo de 2010, había 1.532 personas residiendo en Lake Brownwood. La densidad de población era de 87,68 hab./km². De los 1.532 habitantes, Lake Brownwood estaba compuesto por el 94.65% blancos, el 0.72% eran afroamericanos, el 0.13% eran amerindios, el 0% eran asiáticos, el 0.07% eran isleños del Pacífico, el 2.55% eran de otras razas y el 1.89% pertenecían a dos o más razas. Del total de la población el 12.66% eran hispanos o latinos de cualquier raza.